# Cantonul Ormesson-sur-Marne
Cantonul Ormesson-sur-Marne este un canton din arondismentul Nogent-sur-Marne, departamentul Val-de-Marne, regiunea Île-de-France, Franța.

## Comune
| Comune             | Populație (1999) | Cod poștal | Cod INSEE |
| ------------------ | ---------------- | ---------- | --------- |
| Noiseau            | 3 971            | 94 880     | 94 053    |
| Ormesson-sur-Marne | 9 793            | 94 490     | 94 055    |
| La Queue-en-Brie   | 10 852           | 94 510     | 94 060    |